# Basananthe pubiflora
Basananthe pubiflora là một loài thực vật có hoa trong họ Lạc tiên. Loài này được J.J.de Wille mô tả khoa học đầu tiên năm 1973.